# Littlerock (Washington)
Littlerock az Amerikai Egyesült Államok északnyugati részén, Washington állam Thurston megyéjében elhelyezkedő önkormányzat nélküli település.
Littlerock postahivatala 1879 óta működik. A település nevét az egyik telepes által saját telkén elhelyezett szikláról kapta.
A település egy jövőbeli kereskedelmi repülőtér lehetséges helyszíne.

## Fordítás
- Ez a szócikk részben vagy egészben  a   Littlerock, Washington című angol Wikipédia-szócikk ezen változatának fordításán alapul.  Az eredeti cikk szerkesztőit annak laptörténete sorolja fel. Ez a jelzés csupán a megfogalmazás eredetét és a szerzői jogokat jelzi, nem szolgál a cikkben szereplő információk forrásmegjelöléseként.